# Sonia Gandhi
Sonia Gandhi (született Edvige Antonia Albina Maino; Lusiana, Vicenza, Olaszország, 1946. december 9. –) olasz származású indiai politikus, az 1991-ben meggyilkolt Radzsiv Gandhi felesége, özvegye, 1998–2017 és 2019–2022 között az Indiai Nemzeti Kongresszus Párt (INC) elnöke. Nem rokona a híres Mahátma Gandhinak.
A 2004. évi választásokon a párt előbb Sonia Gandhit jelölte kormányfőnek, majd mikor megnyerték a választásokat, Gandhi visszalépett a jelöltségtől, így végül Manmohan Szingh alakíthatott kormányt.